# Wilson Chemweno
Wilson Kipkosgei Chemweno, né en 1978 à Eldoret, est un coureur de fond kényan spécialisé en cross-country. Il est double champion du Commonwealth de course en montagne.

## Biographie
Wilson se distingue dans la discipline du cross-country et remporte ses premiers succès internationaux en remportant le cross de Darmstadt en 2001 et 2002.
Il confirme son talent en 2004 en se plaçant aux avant-postes au cross de Hannut. Résistant aux attaques de Tom Van Hooste et Abebe Dinkesa, il s'adjuge la victoire au sprint final. Trois semaines plus tard, il bat le Suédois Mustafa Mohamed pour remporter l'Eurocross à Diekirch.
À partir de 2007, Wilson se concentre davantage sur les courses sur route. Il s'impose aux 10 km de Lille et termine deuxième aux 10 km de Tours.
Il diversifie ses activités en découvrant la discipline de course en montagne en 2008. Il s'y illustre à ses débuts en remportant la victoire de la Gislauf à Linz. Il n'arrête pas pour autant le cross-country et remporte le cross de Velká Pardubická, variante à pied du grand steeple chase de Pardubice.
En septembre 2009, Wilson et Pamela Bundotich sont les seuls athlètes kényans engagés aux championnats du Commonwealth de course en montagne et ultradistance 2009. Wilson crée la sensation lors de la première épreuve de course en montagne en montée seulement en parvenant à s'imposer avec quarante secondes d'avance sur le multiple champion du monde Jonathan Wyatt. Il double la mise le lendemain en remportant l'épreuve de montée et descente. Fort de ce succès, lui et Pamela, médaillée de bronze sur l'épreuve de montée et descente, sont invités à participer à la course de montagne du Ranch Obudu. Wilson y termine à une décevante quinzième place.
Le 24 juillet 2010, il devient le premier Kényan à prendre part à la course du Snowdon. Il se classe septième en 1 h 11 min 31 s.
Le 14 octobre 2012, il remporte la victoire au semi-marathon de Cologne.
Il s'installe ensuite à Davenport en Iowa et effectue son retour à la compétition sur des distances plus longues. Il se met notamment à courir des marathons. Au marathon de l'Illinois 2018, il est poursuivi par l'Éthiopien Tesfaalem Mehari. Ne parvenant pas à se défaire de son adversaire, les deux hommes franchissent la ligne d'arrivée ensemble. Après avoir longuement analysé la photo-finish, les organisateurs déclarent les deux hommes vainqueurs ex-aequo, les primes de victoire des première et deuxième places leur sont partagées en deux part égales de 2 150 $. Encouragé par sa performance mais un peu déçu d'avoir dû partager la victoire, Wilson s'entraîne pour l'édition 2019 où il effectue une excellente course. Parvenant à résister à Christopher Zablocki, il s'impose en 2 h 18 min 10 s, établissant un nouveau record du parcours.

## Palmarès

### Route/cross
| Année | Compétition                    | Lieu               | Place | Épreuve          | Temps           |
| ----- | ------------------------------ | ------------------ | ----- | ---------------- | --------------- |
| 2001  | Cross de Darmstadt             | Darmstadt          | 1er   | Cross-country    | 25 min 24 s     |
| 2002  | Cross de Darmstadt             | Darmstadt          | 1er   | Cross-country    | 23 min 34 s     |
| 2003  | Paderborner Osterlauf          | Paderborn          | 2e    | 10 kilomètres    | 28 min 19 s     |
| 2004  | Cross de Hannut                | Hannut             | 1er   | Cross-country    | 35 min 15 s     |
| 2004  | Eurocross                      | Diekirch           | 1er   | Cross-country    | 30 min 34 s     |
| 2005  | Eurocross                      | Diekirch           | 2e    | Cross-country    | 32 min 9 s      |
| 2007  | 10 km de Lille                 | Lille              | 1er   | 10 kilomètres    | 29 min 18 s     |
| 2007  | 10 km de Tours                 | Tours              | 2e    | 10 kilomètres    | 29 min 34 s     |
| 2008  | Semi-marathon de Hanovre       | Hanovre            | 2e    | Semi-marathon    | 1 h 2 min 14 s  |
| 2008  | Course urbaine de Tübingen     | Tübingen           | 2e    | Course populaire | 21 min 40 s     |
| 2008  | Semi-marathon de Wachau        | Krems an der Donau | 1er   | Semi-marathon    | 1 h 5 min 31 s  |
| 2008  | Velká Pardubická Cross-Country | Pardubice          | 1er   | Cross-country    | 31 min 6 s      |
| 2009  | 10 km de Ratisbonne            | Ratisbonne         | 3e    | 10 kilomètres    | 30 min 52 s     |
| 2009  | Semi-marathon de Mondsee       | Mondsee            | 3e    | Semi-marathon    | 1 h 9 min 25 s  |
| 2009  | Semi-marathon de Mannheim      | Mannheim           | 1er   | Semi-marathon    | 1 h 4 min 25 s  |
| 2012  | Semi-marathon de Cologne       | Cologne            | 1er   | Semi-marathon    | 1 h 7 min 22 s  |
| 2018  | Marathon de l'Illinois         | Champaign          | 1er   | Marathon         | 2 h 21 min 3 s  |
| 2019  | Marathon de l'Illinois         | Champaign          | 1er   | Marathon         | 2 h 18 min 10 s |

### Course en montagne
| no  | masculin      | Course                                                                  | Longueur | Départ            | Temps       |
| --- | ------------- | ----------------------------------------------------------------------- | -------- | ----------------- | ----------- |
| 1re | Médaille d'or | Championnats du Commonwealth de course en montagne - Montée             | 12 km    | 18 septembre 2009 | 50 min 42 s |
| 1re | Médaille d'or | Championnats du Commonwealth de course en montagne - Montée et descente | 12 km    | 19 septembre 2009 | 47 min 55 s |

## Records
| Épreuve       | Performance     | Date            | Lieu         |
| ------------- | --------------- | --------------- | ------------ |
| 3 000 mètres  | 7 min 49 s 41   | 9 juin 2003     | Rehlingen    |
| 5 000 mètres  | 13 min 45 s 08  | 31 mai 2003     | Diest        |
| 5 kilomètres  | 16 min 16 s     | 15 juin 2008    | Maastricht   |
| 10 kilomètres | 28 min 11 s     | 27 avril 2003   | Wurtzbourg   |
| 15 kilomètres | 46 min 25 s     | 5 avril 2009    | Nasavrky     |
| Semi-marathon | 1 h 2 min 14 s  | 4 mai 2008      | Hanovre      |
| 25 kilomètres | 1 h 12 min 13 s | 12 mai 2019     | Grand Rapids |
| Marathon      | 2 h 26 min 31 s | 20 janvier 2019 | Houston      |